# Phyllomya maritima
Phyllomya maritima är en tvåvingeart som först beskrevs av Jean Pierre Omer Anne Édouard Perris 1852.  Phyllomya maritima ingår i släktet Phyllomya och familjen parasitflugor.
Artens utbredningsområde är Frankrike. Inga underarter finns listade i Catalogue of Life.